# Dynia figolistna
Dynia figolistna (Cucurbita ficifolia Bouché) – gatunek rośliny z rodziny dyniowatych. Pochodzi z Ameryki Środkowej lub Południowej. 

## Morfologia
LiściePrzypominające liście figowca pospolitego.
KwiatyŻółte do pomarańczowych.
OwocJagoda o średnicy 20-50 centymetrów i masie 5-6 kg. Jedna roślina może wydać do 50 owoców o barwie mlecznozielonej, jasnozielonej z pasami bądź marmurkowatej. Jeden owoc może zawierać do 500 płaskich nasion mierzących ok. 2 cm.

## Zastosowanie i uprawa
Dynia figolistna była uprawiana przez Indian z terenów obecnego Peru już ponad 5000 lat temu. Obecnie uprawiana w obu Amerykach, Azji oraz Afryce. Do Europy trafiła najprawdopodobniej przed rokiem 1613, kiedy to została opisana w atlasie botanicznym Hortus Eystettensis. W Europie ze względu na wymagania klimatycznie nie zdobyła dużej popularności.
Kiełki, kwiaty oraz liście spożywane na surowo. Przetworzone owoce służą do produkcji spożywczej: wytwarza się z nich słodycze, napoje bezalkoholowe i alkoholowe. Z nasion wytwarza się w Meksyku słodycze. Pędy i owoce używane są również jako pasza.

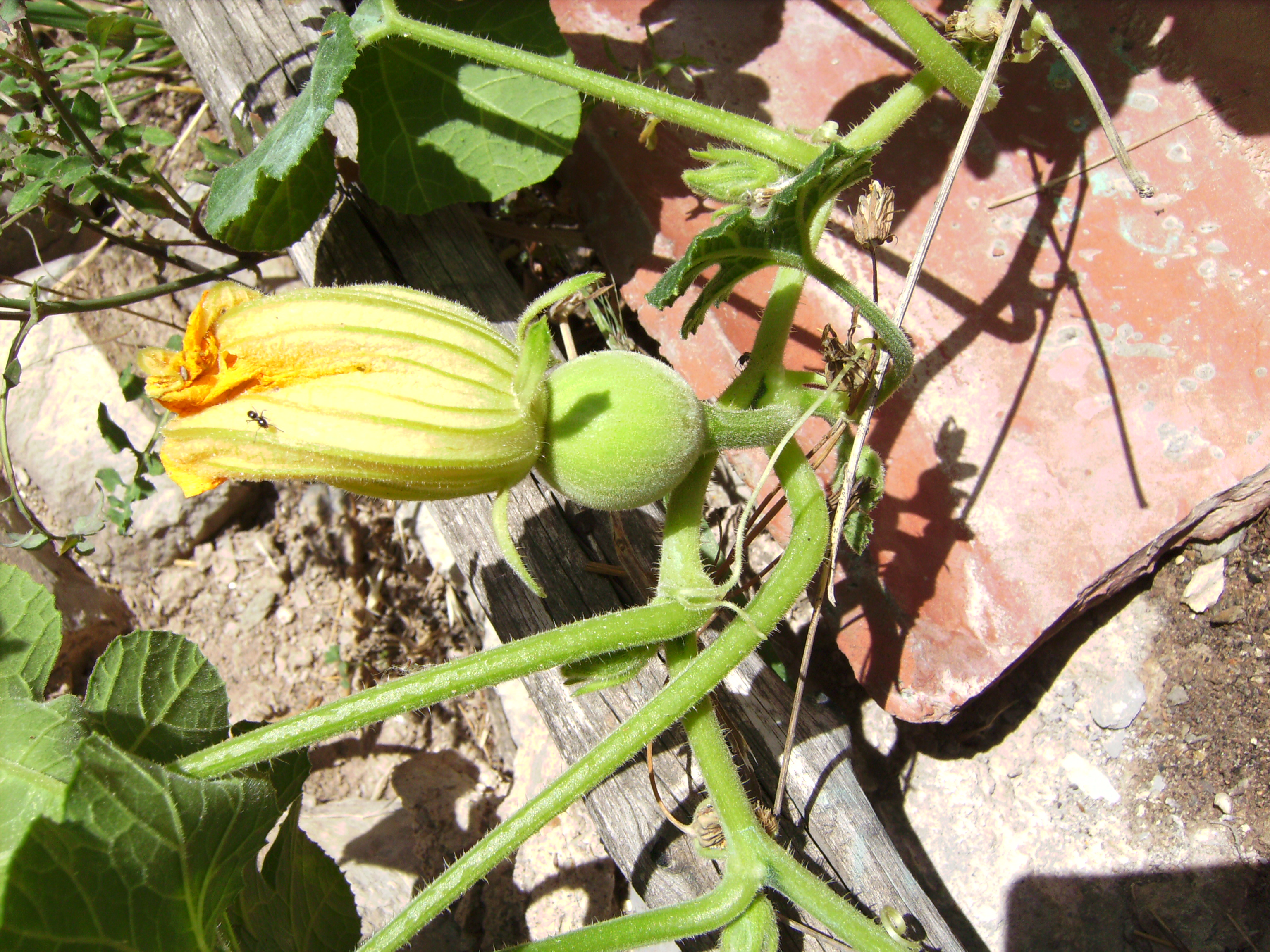
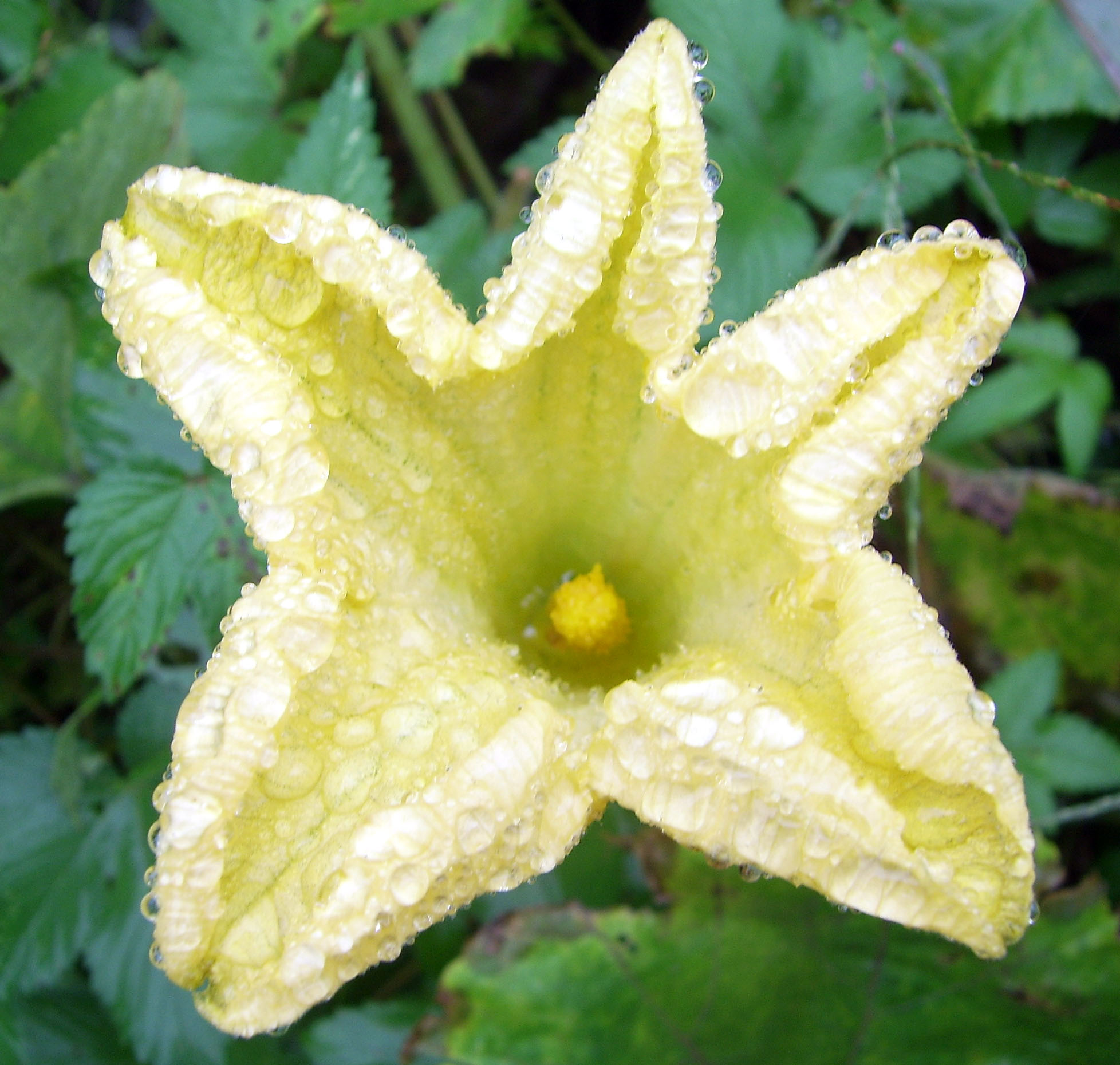
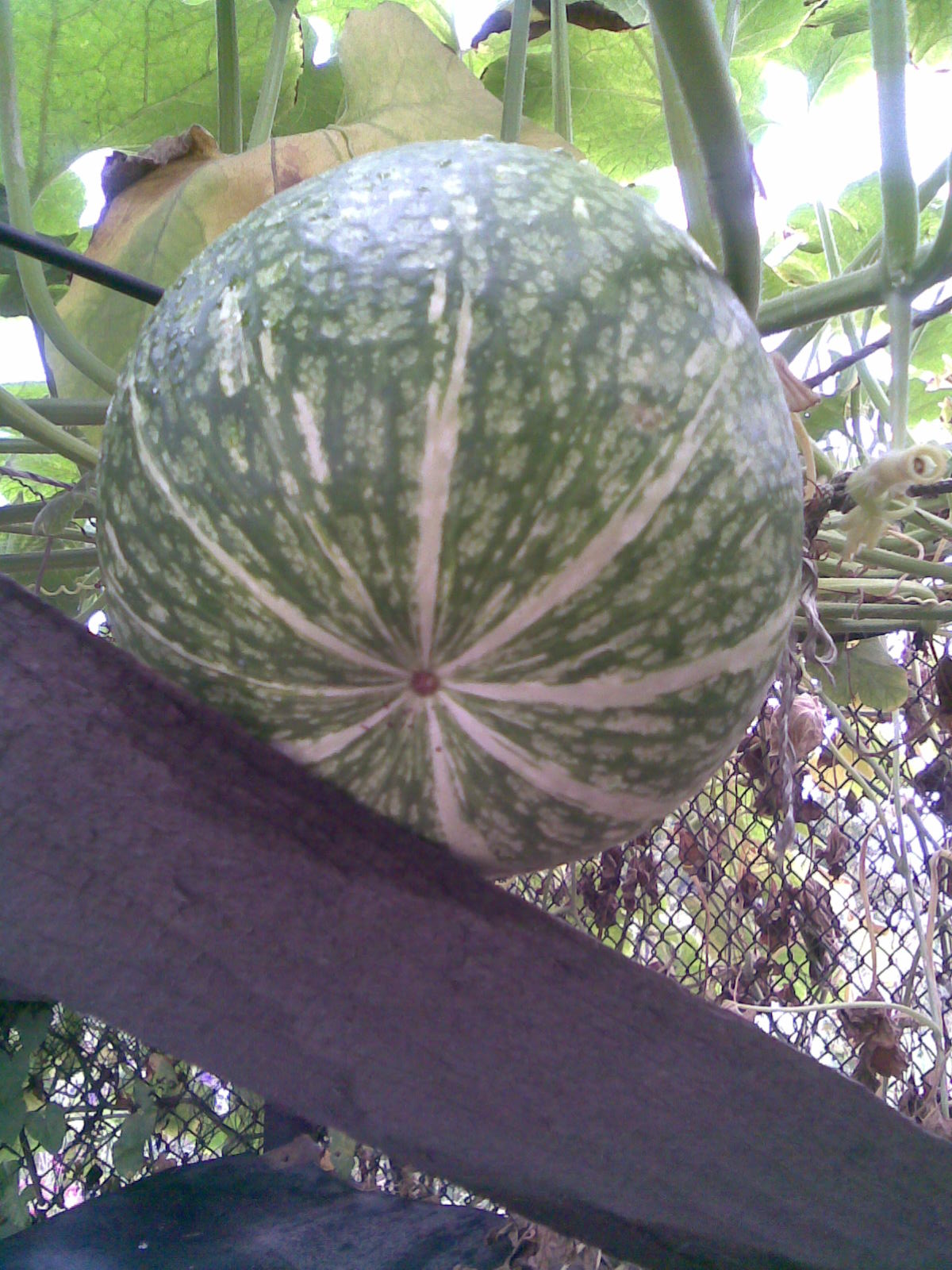
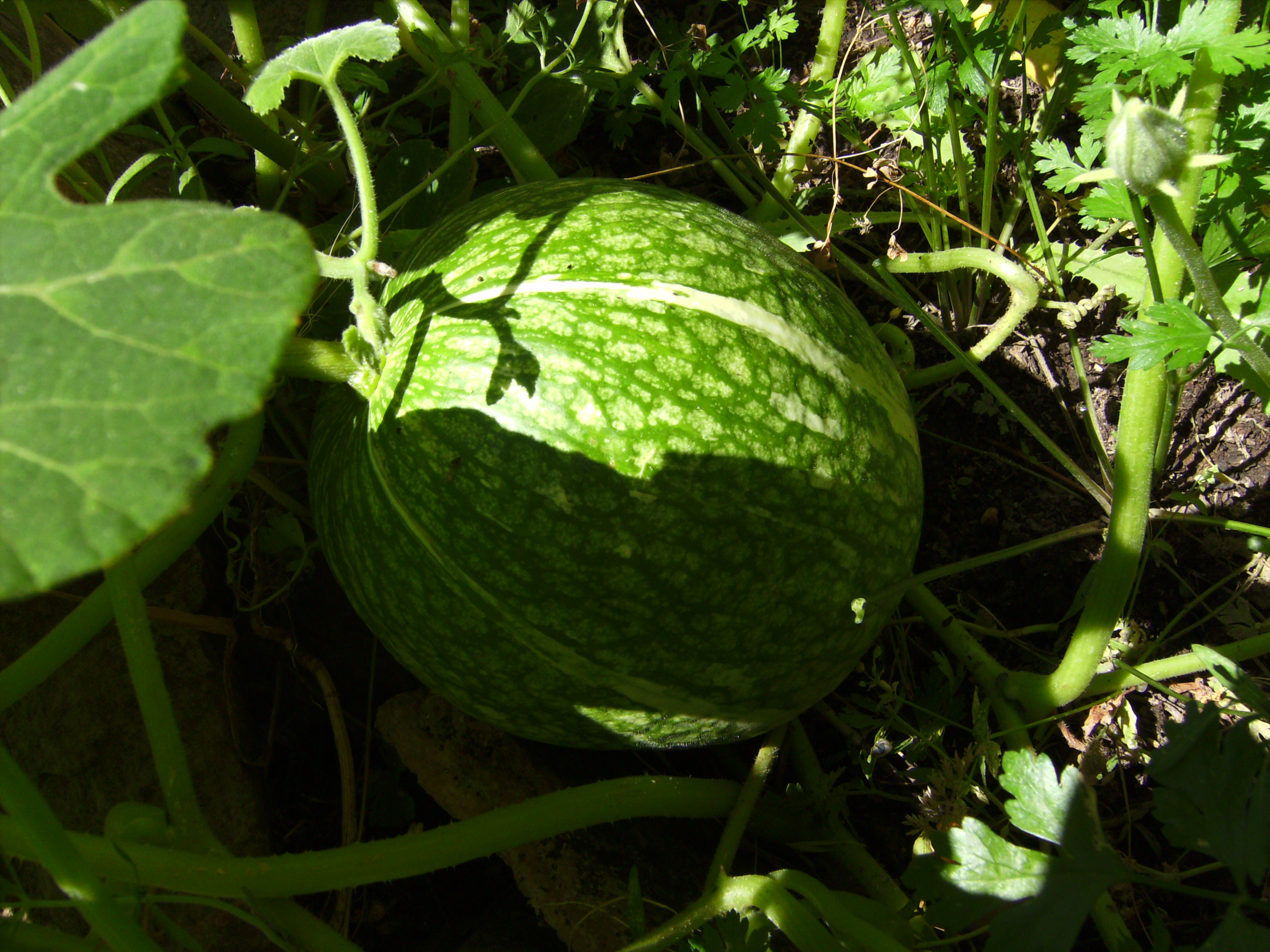